# Ben Guerdane
Ben Guerdane (arabiska بنقردان, Bin Guirdan) är en stad i södra Tunisien, Folkmängden uppgick till 79 912 invånare vid folkräkningen 2014.